# Jonathan Hill, Baron Hill of Oareford

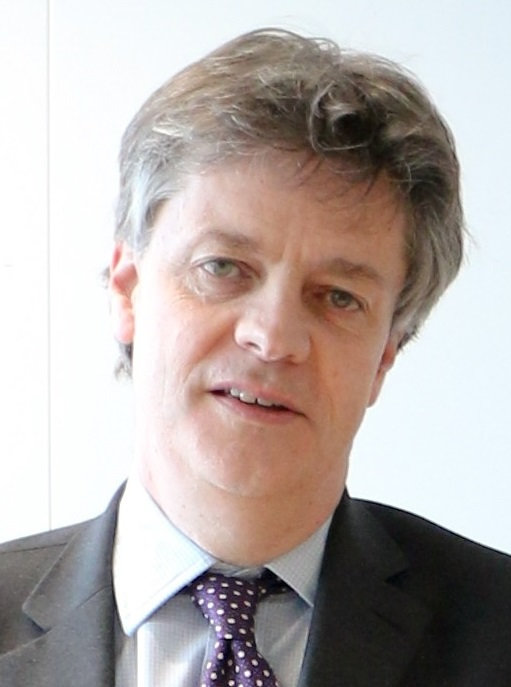
Jonathan Hill, Baron Hill of Oareford (2015)

Jonathan Hopkin Hill, Baron Hill of Oareford, CBE, PC (* 24. Juli 1960) ist ein britischer Wirtschaftsmanager und Politiker der Conservative Party. Seit 2010 ist er Mitglied des House of Lords.
Von 2013 bis 2014 war er Kabinettsmitglied des Vereinigten Königreichs als Leader des House of Lords und Kanzler des Herzogtums Lancaster.
Im September 2014 wurde Lord Hill durch Jean-Claude Juncker als EU-Kommissar für Finanzstabilität, Finanzdienstleistungen und Union der Kapitalmärkte bestimmt. Am 25. Juni 2016 gab er seinen Rücktritt bekannt.

## Biografie
Hill kam am 24. Juli 1960 in Highgate (London) als zweiter Sohn von Rowland und Paddy Hill (geb. Henwood) zur Welt.

### Ausbildung

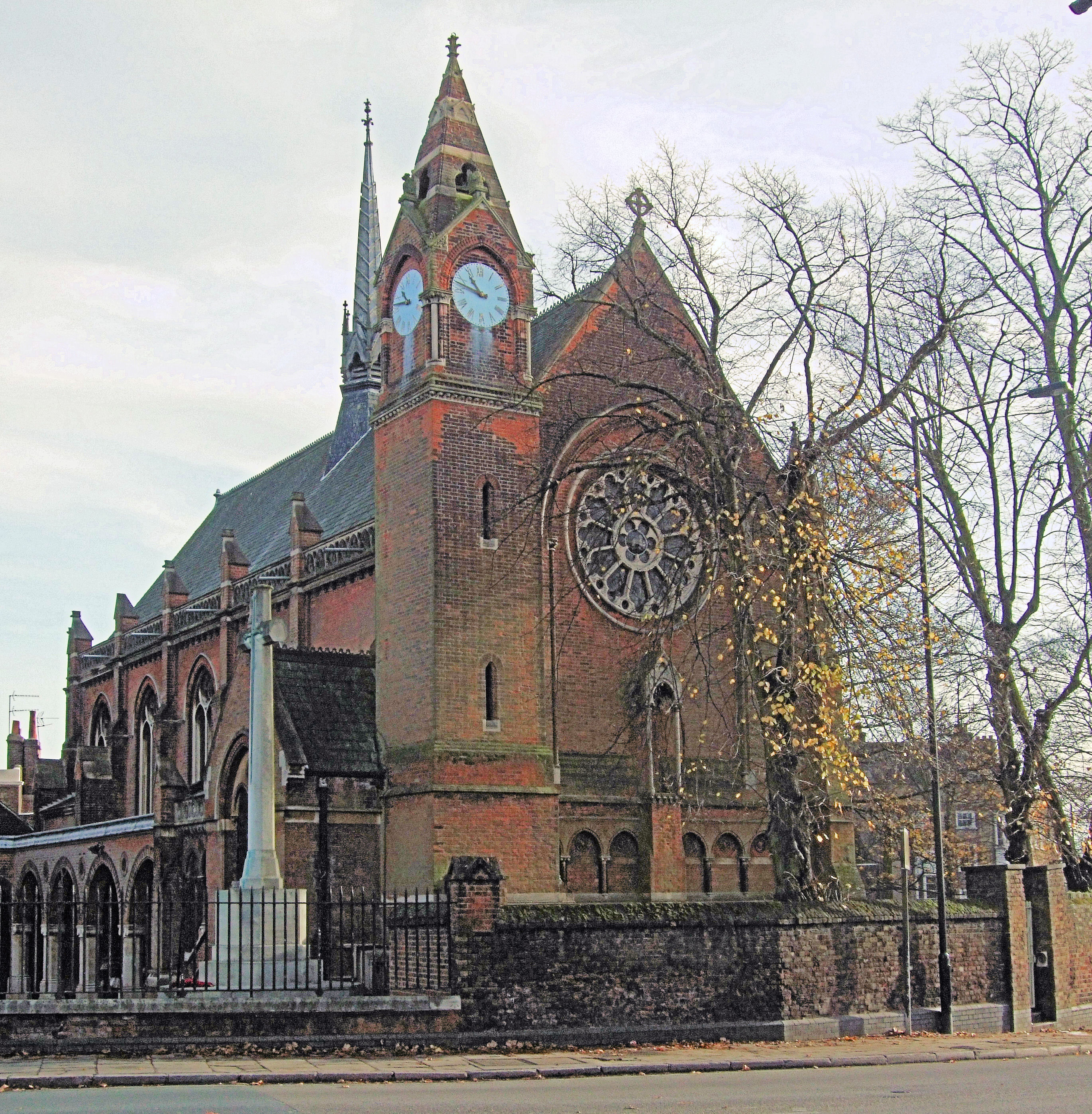
Highgate-Schule in London

Hill besuchte die private „Highgate School“, damals eine reine Jungenschule, in Highgate im Norden Londons. Er studierte Geschichte am Trinity College der University of Cambridge und begann seine berufliche Tätigkeit 1983 bei RIT & Northern. Danach war er zwischen 1984 und 1985 beim Verlag Hamish Hamilton tätig, ehe er von 1985 bis 1986 Mitarbeiter in der Forschungsabteilung der Konservativen Partei war.

### Politische und berufliche Karriere
Im Anschluss war er von 1986 bis 1989 Sonderberater von Kenneth Clarke, der in dieser Zeit Paymaster General, Kanzler des Herzogtums Lancaster und schließlich Gesundheitsminister im Kabinett von Premierministerin Margaret Thatcher war.
1988 kehrte er zunächst in die Privatwirtschaft zurück und war bis 1991 Mitarbeiter bei „Lowe Bell Communications“, ehe er 1991 zunächst Mitarbeiter im Politikstab in 10 Downing Street wurde und danach zwischen 1992 und 1994 Politischer Sekretär von Premierminister John Major war. 1994 ging Hill, der 1995 Commander des Order of the British Empire wurde, als Leitender Berater zu dem aus „Lowe Bell“ entstandenen Unternehmen „Bell Pottinger Communications“ und war im Anschluss zwischen 1998 und 2010 Direktor zur PR-Agentur „Quiller Consultants“.
Durch ein Letters Patent vom 27. Mai 2010 wurde Hill als Life Peer mit dem Titel Baron Hill of Oareford, of Oareford in the County of Somerset, in den britischen Adelsstand erhoben. Kurz darauf erfolgte seine Einführung als Mitglied des House of Lords. Im Oberhaus gehört er zur Fraktion der Conservative Party. Kurz darauf erfolgte seine Berufung zum Parlamentarischen Unterstaatssekretär im Bildungsministerium, wo er für Schulen zuständig war.
Am 7. Januar 2013 übernahm er nach dem Rücktritt von Lord Strathclyde dessen Ämter als Leader des House of Lords und Kanzler des Herzogtums Lancaster.

#### EU-Kommissar für Finanzstabilität, Finanzdienstleistungen und Kapitalmarktunion
Im Juli 2014 wurde Lord Hill von Premierminister David Cameron für den Posten des britischen EU-Kommissars vorgeschlagen. Am 10. September schlug ihn der designierte EU-Kommissionspräsident Jean-Claude Juncker als Kommissar für Finanzstabilität, Finanzdienstleistungen und Union der Kapitalmärkte vor. Er wurde (wie die gesamte neue Kommission) vom Europäischen Parlament bestätigt. Im House of Lords wurde ihm daraufhin ein Leave of Absence gewährt und er von seiner Mitgliedschaft dort am 30. Oktober 2014 beurlaubt.
Hill hat im September 2015 vorgeschlagen, die Eigenkapitalvorschriften für Banken diversifiziert zu sehen, da Banken in der EU derzeit für sämtliche Geschäfte die gleichen Eigenkapitalquoten aufweisen müssen. Dies soll laut Hill die Kreditvergabe vor allem in Südeuropa anregen, wo einige Staaten trotz sehr niedriger Leitzinsen weiterhin unter einer „Kreditklemme“ litten. Diese Äußerung wurde von Sparkassenpräsident Georg Fahrenschon begrüßt, der sagte: „Die EU-Kommission hat erkannt, wie wichtig der Mittelstand für Wachstum und Arbeitsplätze ist, Mittelstandskredite müssen nach der Regulierungswelle der letzten Jahre wieder entlastet werden.“
Nachdem die Bürger Großbritanniens beim Referendum über den Verbleib ihres Landes in der Europäischen Union für einen Austritt gestimmt haben, gab Hill zwei Tage später am 25. Juni seinen Rücktritt bekannt. Sein Ressort übernahm am 16. Juli der ehemalige lettische Ministerpräsident Valdis Dombrovskis, während als britischer EU-Kommissar Julian King am 19. September 2016 die Nachfolge Hills antrat.

## Veröffentlichungen
- Too Close to Call (Mitautorin Baroness Hogg, 1995)